# 扶輪基金會
扶輪基金會（英文：The Rotary Foundation；簡稱為TRF），也被稱作扶輪基金，是一個國際性的非營利機構，是國際扶輪推動各項全球服務計畫的後盾，基金款項來自於全球各地扶輪社員自發性的捐款和支持。其目標是透過改善健康、支持教育、減少貧窮的方式，來促進全球彼此間的理解、善意及和平。

## 管理組織
基金會由扶輪基金保管委員會（Trustees of The Rotary Foundation）負責，保管委員會委員成員包括主委、主委當選人（下一任主委）和13名委員，主委通常由卸任的國際扶輪社長擔任，任期一年，委員則由國際扶輪的社長當選人（下任社長）提名，經國際扶輪理事會同意後任命，任期四年，且任期相互交錯。基金會的總部與國際扶輪一樣位於美國伊利諾州埃文斯頓，秘書長也由國際扶輪的秘書長兼任。
扶輪基金則分成兩個部分：年度基金（Annual Fund）和永久基金（Endowment）。年度基金主要用於扶輪基金會的各項計畫，同時在投資時的收益目標是用於支持基金會的營運費用，因此這部分的基金多投資於具有流通性且穩定收入的短期的保守性領域。永久基金則是作為扶輪基金長久性的使用，期望未來能藉由投資產生永久性的固定收入，永久基金的淨值在2011年達到2億美金，2015年達到3億美金，2017年達到4億美金，2020年則達到5億美金。
除了基金會安排的計畫，各個國際扶輪地區也可以向扶輪基金會提出計畫。

## 歷史
1917年國際扶輪的前身扶輪社全國協會社長阿奇‧柯藍夫（Arch C. Klumph）在當年於亞特蘭大舉辦的年會中，發起建立一個基金會；隔年主辦堪薩斯年會的堪薩斯扶輪社將籌辦年會的結餘款項26.5美元捐出，成為此基金的第一筆捐款。但在最初的幾年，由於基金收到的金額有限，扶輪社全國協會（1922年更名為國際扶輪）的理事會一直沒有特別去運用這筆基金，直到1928年基金累積款項超過了5,000美金達到了成為正式成為基金會的門檻，才在明尼亞波利斯舉辦的年會中通過使用「扶輪基金會」（The Rotary Foundation）的名稱，同時也設立扶輪基金保管委員會負責管理運用基金。
但是由於1929年的經濟大恐慌，一度讓扶輪基金會也陷入困境，因此直到1930年扶輪基金會才進行了第一筆500元的捐贈給全國殘障兒童協會；但接著又遭遇了第二次世界大戰，使得扶輪基金會的發展依據緩慢。1947年國際扶輪創辦人保羅·哈里斯去世前表示，希望在其過世後，所有扶輪社友可以捐獻給扶輪基金會來取代用於紀念他本人的花束；因此大量的紀念捐款合計達達130萬美金的資金進入了基金會。也因為獲得了足夠的資金，扶輪基金會在1947-48年度開始了基金會的第一個教育計劃－研究獎學金計劃（Fellowships for Advanced Study），這計畫後來也演變成的大使獎學金。
1965年度啟動團體研究交換（Group Study Exchange）及配合獎助金（Matching Grants）的計畫，1978啟動用於改善健康、減少飢餓、促進發展的3-H計畫（3-H program），1980年國際扶輪開始重視阿爾伯特·沙賓提出的根除小兒麻痺的理想，因此1984年扶輪基金會開始執行根除小兒麻痺計畫。。
至今，扶輪基金會為歷年各項計畫支出的累積款項則超過30億美元。
2017年8月至2018年7月期間，扶輪基金會共募集到來自全世界超過一百萬扶輪社友所捐獻的共4.147億美金。

## 服務計畫

### 根除小兒麻痺
根除小兒麻痺是目前扶輪基金進行中最著名的計畫，目標是讓小兒麻痺從世界消失，於1985年起開始推動，全球扶輪社友針對此計劃捐獻金額已超過8.5億美元；目前此計劃的合作夥伴包括世界衛生組織、聯合國兒童基金會和美國疾病控制與預防中心。
小兒麻痺病例從1988年的全球35萬，到2004年減到不到1200個。至2008年全球小兒麻痺疫區僅剩奈及利亞、阿富汗、巴基斯坦和印度四個國家。
印度在2011年後未再發生小兒麻痺的傳染，因此世界衛生組織在2012年宣佈印度成為非疫區，目前的小兒麻痺疫區僅剩下奈及利亞、阿富汗和巴基斯坦三個國家。

### 人道資助計畫
災後復原
用於協助發生災難的地方扶輪社進行重建。
地區簡易補助
自2003年開始實施，用於支持各國際扶輪地區提出的當地短期服務或人道主義工作。
3-H計畫
用於健康（Health）、飢餓（Hunger）和人道（Humanity）的補助金。自1978年起，已在74個國家投入7,400萬美金。
配套補助撥款
為各國際扶輪地區和扶輪社的國際服務提供資金。自1965年起，已在166個國家為超過2萬個項目提供超過1.98億美金。

### 教育計畫
獎學金
最初為1947年開始的研究獎學金計劃（Fellowships for Advanced Study），後來演變成大使獎學金，是世界上規模最大的非政府國際獎學金計劃；藉由讓學者到其他國家學習，間接成為彼此間非正式的善意大使。至2013年為止，共有來自110個國家，超過37,000名學者獲得此項獎學金；不過扶輪基金會的此項計畫已於2013年結束，此後改由各地的國際扶輪地區和扶輪社直接負責，不再透過扶輪基金會執行。
團體研究交換
為針對各國際扶輪地區所進行，由各地區安排一個為期四到六週的教育文化行程，讓來自各行各業的非扶輪社人員可以藉此機會道不同的國家參訪。自1965年起，已有來自超過100個國家的四萬多人參與此交換計畫。
扶輪社和平獎學金
依據個人在學術專業領域的成就，每年在全球各地選出超過一百名的研究人員，在位於澳大利亞、英國、瑞典、日本、美國和泰國的六個扶輪和平中心從事和平與衝突的研究，並可藉此獲得的碩士學位或相關文憑。
大學教師的補助
給予發展中國家大學教師三至十個月的補助；自1985年起，有377名大學教師獲得，但此計畫已於2009年7月1日停止。

## 外部連結
- （英文） 扶輪基金 （页面存档备份，存于）
- （繁體中文） 中華扶輪教育基金會 （页面存档备份，存于）